# Club des Espérances
Le club des Espérances est le seul monument historique de la commune d'Ermont (Val-d'Oise, France). Ce bâtiment atypique a été construit par les habitants du quartier de l'Espérance, sous la direction de l'ingénieur Jean Prouvé.

## Localisation
Le club est situé dans le département français du Val-d'Oise, sur la commune d'Ermont, 3 avenue de l'Europe.

## Historique
Ses deux bâtiments au style industriel atypique ont été conçus par l'architecte de renom Jean Prouvé, mais l'intérêt historique du club vient aussi de son histoire particulière. Sa construction est due au concours des Mille Clubs, un dispositif lancé par le ministère de la Jeunesse et des Sports pour financer de nouveaux lieux bâtis et décorés par les jeunes eux-mêmes. Le club abritait dernièrement une association locale, qui assurait notamment un service de soutien scolaire dans le quartier.
Le club, en mauvais état et trop coûteux à rénover, est fermé au public en juillet 2010 par décision du maire d'Ermont Hugues Portelli. Quand la municipalité veut toutefois sacrifier les pavillons à un projet immobilier, elle provoque un tollé parmi les architectes français, aboutissant à une inscription aux monuments historiques à la dernière minute.
Depuis 2010, le club des Espérances est à l'abandon. Il n'existerait à ce jour aucun projet de réhabilitation du club des Espérances par la municipalité, accusée d'avoir « laissé pourrir » le bâtiment par Mathias Trogrlic, conseiller municipal, qui souhaite quant à lui qu'« une nouvelle vocation [lui] soit trouvée. »

## Protection
Les deux bâtiments et les accès du club de l'Espérance font l’objet d’une inscription au titre des monuments historiques depuis le 27 octobre 2008.